# Грыглевский, Александр
Александр Константы Грыглевский (пол. Aleksander Konstanty Gryglewski ; 4 марта 1833, Бжостек Австрийская империя — 28 июля 1879 , Да́нциг) — польский художник архитектуры, педагог, профессор Краковской академии искусств.

## Биография

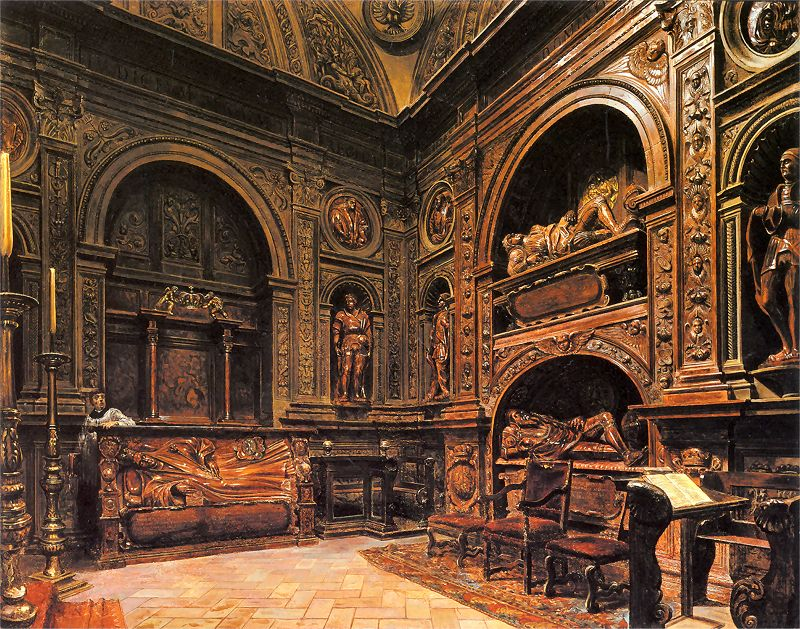
Часовня Сигизмунда в Вавеле

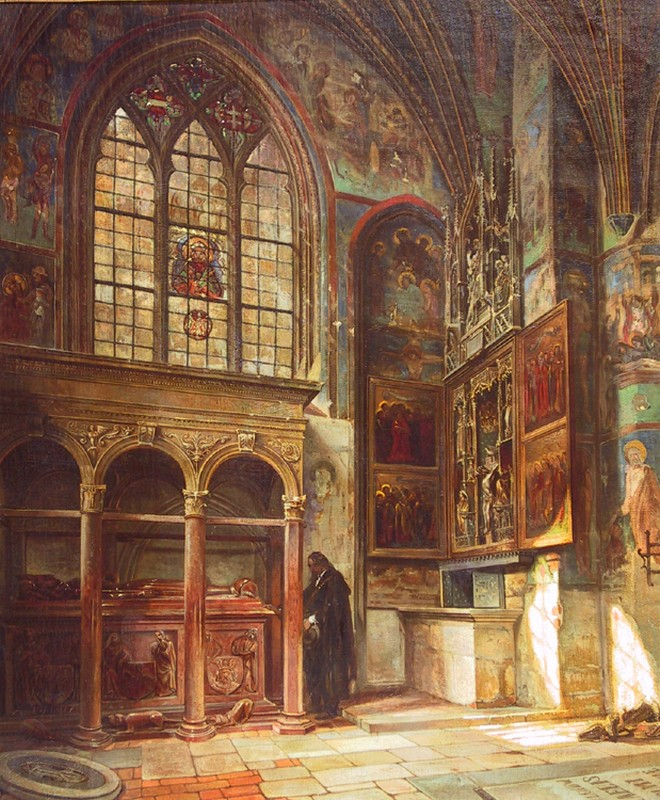
Свентокжижская часовня в Вавельском костёле

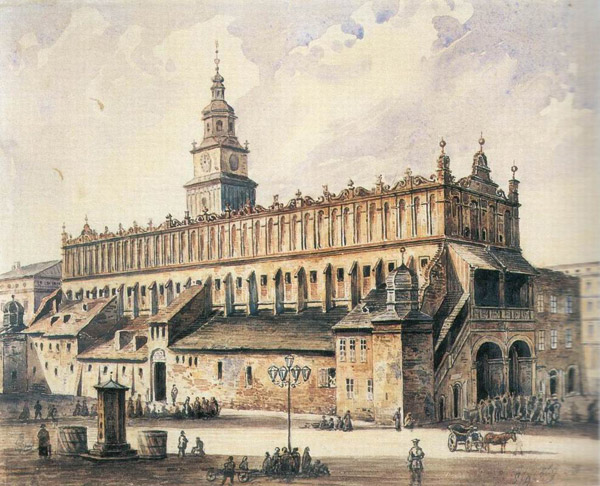
Суконные ряды в Кракове

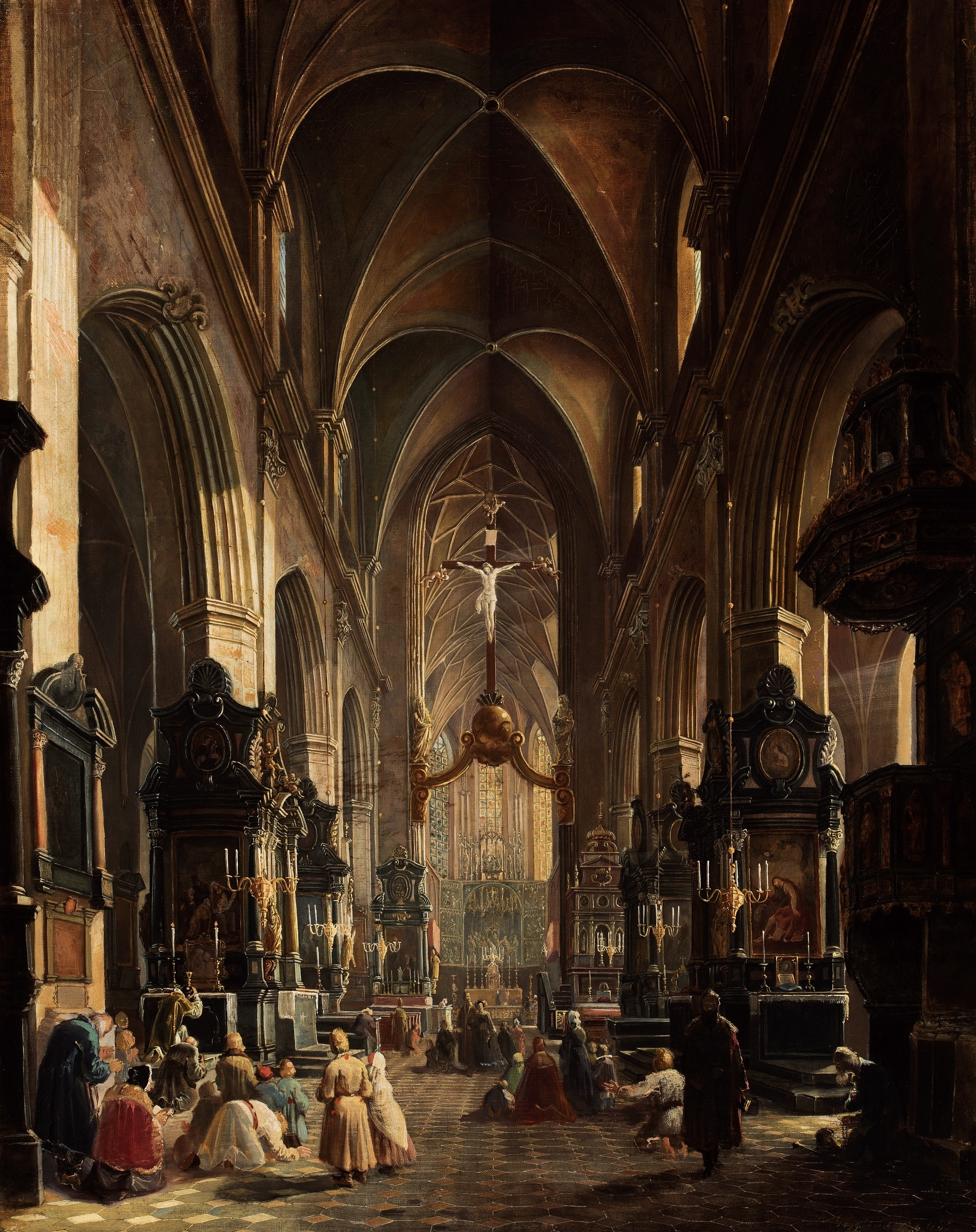
Интерьер костёла св. Марии в Кракове

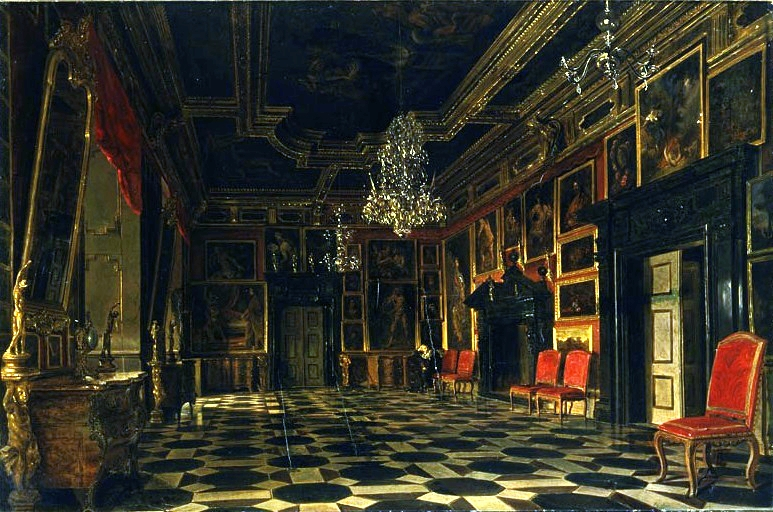
Темно-красный картинный зал. Подгорецкий замок

До 1852 года учился в Кросно, затем посещал отделение изящных искусств Технического института в Кракове. Там познакомился и подружился с Яном Матейко. Последовал за ним в Мюнхен, когда Матейко отправился на учёбу в академию.
Вернулся в Краков в 1860 году и следующие девять лет занимался созданием картин, изображающих внутренний интерьер известных зданий и сооружений города; в основном церквей и дворцов. Его картины были воспроизведены в гравюрах, в том числе в популярных журналах «Kłosy» и «Tygodnik Ilustrowany».
Делом всей его жизни стало сохранение на полотне наиболее ценных памятников польской архитектуры. В 1872—1873 годы он рисовал богато украшенные интерьеры Лазенковского дворца в Варшаве, в 1873—1874 — в Вилянуве, в 1875 году — Королевского замка и дворца примаса.
В 1870—1872 г. занимался тем же направлением живописи в Праге и Вене, где, в частности, создал картину Собора Святого Стефана.
В 1871 г. писал картины знаменитых сооружений Львова, замков в Олеске и Подгорцах, Подкамне. В 1875—1877 г. жил и работал в Кросно, писал пейзажи и интерьеры местного костёла.
С 1877 года заведовал кафедрой перспективы в краковской Академии художеств. Среди его известных учеников был Пётр Стахевич.
В 1879 году Грыглевский отправился в Данциг (ныне Гданьск) рисовать интерьеры Главной Ратуши города.
Обременённый серьёзными финансовыми проблемами и пребывая в подавленном психологическом состоянии из-за разрыва со своей женой, в приступе депрессии, покончил с собой, выпрыгнув из окна ратуши.
Его картины, безукоризненно выполненные с точки зрения внимания к деталям, помимо художественной ценности являются важными историческими документами, учитывая утраченные ныне ценности и прежний вид зданий (например, интерьер замка в Подгорцах).